# Бонова пројекција
Бонова пројекција је псеудоконична еквивалентна катрографска пројекција, која се понекад назива и депо де ла гере,  ‍:104 модификована Фламстидова пројекција,  ‍:104 или Силванусова пројекција.  ‍:92 Иако названа по Ригоберту Бонеу (1727–1795), пројекција је била у употреби и прије његовог рођења. 
Бонова пројекција одржава тачне облике подручја дуж централног меридијана и стандардне паралеле,тј. главне паралеле пројекције, али прогресивно изобличује подручја даље од тих региона. Дакле, најбоље картира облике у облику слова „т“. Много се користио за картирање територија Европе и Азије.  ‍:61
Пројекција се дефинише као: 
{\displaystyle {\begin{aligned}x&=\rho \sin E\\y&=\cot \varphi _{1}-\rho \cos E\end{aligned}}}
гдје су 
{\displaystyle {\begin{aligned}\rho &=\cot \varphi _{1}+\varphi _{1}-\varphi \\E&={\frac {(\lambda -\lambda _{0})\cos \varphi }{\rho }}\end{aligned}}}
и φ је географска ширина, а λ је географска дужина, λ 0 је нулти или централни меридијан, а φ 1 је главна паралела пројекције. 
Паралеле географске ширине су концентрични кружни лукови и линеарна размјера је тачна дуж ових лукова. На централном меридијану и на главној ширини облици нису деформисани. 
Инверзна пројекција је дата са: 
{\displaystyle {\begin{aligned}\varphi &=\cot \varphi _{1}+\varphi _{1}-\rho \\\lambda &=\lambda _{0}+{\frac {\rho }{\cos \varphi }}\arctan \left({\frac {x}{\cot \varphi _{1}-y}}\right)\end{aligned}}}
где је 
{\displaystyle \rho =\pm {\sqrt {x^{2}+\left(\cot \varphi _{1}-y\right)^{2}}}}
узимајући знак φ 1 . 
Посебни случајеви Бонеове пројекције укључују синусоидну пројекцију, гдје је φ 1 нула (тј. Екватор ), и Вернерову пројекцију, када φ 1 износи 90° (тј. Северни или Јужни пол ). Бонова пројекција може се посматрати као прелазна пројекција у одмотавању Вернерове пројекције у синусоидну пројекцију ; алтернативни међупроизвод би била Ботомлијева пројекција . 